# Videobeweis
Der Videobeweis ist die Nutzung einer Videoaufnahme zur Tatsachenentscheidung eines Schiedsrichters.

## American Football
Die umfassendste Nutzung von Kamerabildern als Videobeweis erfolgt in der National Football League (NFL). Dort können einige Entscheidungen der Schiedsrichter vom Head Coach eines der Teams angefochten (challenged) werden. Fast immer können nur eindeutige Entscheidungen wie die Position des Balles, aber meist keine Interpretationsentscheidungen überprüft werden. Jeder Head Coach kann von diesem Recht pro Spiel zweimal Gebrauch machen, jedoch nur wenn er noch eine Auszeit zur Verfügung hat und nicht in den letzten zwei Minuten einer Halbzeit, dann ist den Schiedsrichtern überlassen, ob sie eine Spielsituation überprüfen. Wenn im Verlauf eines Spielzuges das Angriffsrecht wechselt, oder bei Spielzügen, die zu Punkten führen, müssen Schiedsrichter dies auch ohne vorherige Challenge mit dem Videobeweis überprüfen. Der Hauptschiedsrichter (Referee) begibt sich dazu in eine spezielle Video-Kabine, wo er unter Zuhilfenahme der verfügbaren Fernsehbilder seine Entscheidung überprüft. Bleibt die Entscheidung bestehen (the ruling on the field stands oder the ruling on the field is confirmed), wird dem Team, das sie angefochten hat, ein Time-out abgezogen. Für eine Revidierung der Entscheidung müssen aber klare und eindeutige visuelle Beweise vorliegen. Sollte ein Team zweimal mit seiner Challenge recht behalten, bekommt es eine dritte und letzte Challenge gutgeschrieben.

## Basketball
Auch in der amerikanischen Basketball-Liga NBA ist der Videobeweis zugelassen. Am Anfang wurden Videoaufzeichnungen nur dazu benutzt, um zu entscheiden, ob der Ball bei Ablauf der 24-Sekunden-Uhr oder Spielzeit die Hand des Werfers verlassen hat. Inzwischen wird per Videobeweis auch über Unsportlichkeiten und Fouls entschieden. Ebenso können die Schiedsrichter feststellen, ob der Spieler bei einem Wurf hinter der 3-Punkt-Linie stand. Bei Fouls kann die Anzahl der Freiwürfe mit Hilfe eines Videobeweises entschieden werden. Des Weiteren kann, falls die Spieluhr bei einem Foul oder Ähnlichem nicht direkt angehalten wird, entschieden werden, wie viel Spielzeit noch verbleibt.
Der Basketball-Verband FIBA hat am 6. April 2006 bekannt gegeben, dass bei FIBA-Turnieren der Videobeweis verwendet werden kann, um zu entscheiden, ob ein Buzzer Beater noch innerhalb der Spielzeit erfolgt ist. Zum ersten Mal wurde der Videobeweis bei der Basketball-Weltmeisterschaft 2010 eingesetzt.
In der deutschen Basketball-Bundesliga BBL wurde das Instant Replay zur Saison 2014/15 eingeführt. Die Schiedsrichter können über iPads am Kampfrichtertisch folgende Situationen überprüfen: ob ein Wurf ein, zwei oder drei Punkte zählt, die Spieluhr oder 24-Sekunden-Uhr vor einem Wurfversuch abgelaufen ist bzw. korrekt vom Zeitnehmer bedient wurde, welche Spieler/Trainer/Betreuer bei „Rudelbildungen“ beteiligt waren oder zur Identifikation des richtigen Freiwerfers. Zur Saison 2015/16 kam die Überprüfung der korrekten Foulart (persönlich/unsportlich/disqualifizierend) hinzu. Zur Saison 2017/18 kann ebenfalls überprüft werden, welcher Spieler einen Ausball verursacht hat.

## Cricket
Bei hochklassigen internationalen Spielen im Cricket, d. h. Test Matches und One-Day Internationals, wird der Videobeweis sowohl im Rahmen des Decision Review Systems als auch des Third Umpire TV Replay Systems eingesetzt. Dabei werden außer dem Videobild noch weitere technische Systeme zur Entscheidungsfindung herangezogen. Dies sind in erster Linie Hawk-Eye und die sogenannten Hot-Spot-Kameras, welche Videobilder im Infrarotbereich aufnehmen.

## Eishockey
Im Eishockey sind Fernsehaufzeichnungen international durch die Internationale Eishockey-Föderation als Videobeweis zugelassen. Ein zusätzlicher Videoassistent mit einem eigenständigen Monitor kann auf Anforderung durch den Hauptschiedsrichter diesen damit unterstützen.
Dabei kann geklärt werden, ob der Puck die Torlinie überschritten hat und dies regelkonform passierte. Zusätzlich kann über den Monitor des Videoassistenten die tatsächlich gespielte Spielzeit unabhängig von der offiziellen Anzeigentafel und der Uhr bei der Zeitnahme festgestellt werden.
Neben internationalen Veranstaltungen wie dem Eishockey-Turnier bei den Olympischen Winterspielen oder der Eishockey-A-Weltmeisterschaft wird auch in einigen Ligen von dieser Regel Gebrauch gemacht. Dazu gibt es eine spezielle Kamera über dem Tor.
In der nordamerikanischen Eishockeyliga NHL werden Videoaufzeichnungen von einem Videoassistent ausgewertet, der in der NHL-Zentrale in Toronto sitzt. Ist ein Videobeweis erforderlich, kann der Schiedsrichter den Videoassistent anrufen, der dann sämtliche zur Verfügung stehenden Kameraperspektiven nutzen darf, um eine Entscheidung zu fällen, die er innerhalb weniger Minuten dem Schiedsrichter telefonisch mitteilen muss.

## Fechten
Im Einzelwettbewerb hat der Fechter in den Runden einmal pro Gefecht den Anspruch auf Videobeweis, in den Gefechten der Direktausscheidung zweimal. Falls der Kampfrichter dem Fechter, der den Videobeweis verlangt hat, Recht gibt, bleibt dessen Anspruch auf Videobeweis bestehen.

## Handball
Im Handball wurde der Videobeweis zur Weltmeisterschaft der Männer 2015 eingeführt.

## Tennis
Im Tennis werden Verfahren wie die MacCAM, Auto-Ref oder das Hawk-Eye als Videobeweis eingesetzt.

## Tischtennis
Im Dezember 2019 wurde der Videobeweis im Tischtennis – genannt Table Tennis Review (TTR) – erstmals eingesetzt, und zwar bei den ITTF World Tour Grand Finals. Damit kann man beispielsweise prüfen, ob ein Aufschlag korrekt ausgeführt wurde, ein Netzaufschlag vorlag oder ob ein Ball die Tischkante berührte.

## Volleyball / Beachvolleyball
Seit 2013 wird bei manchen internationalen Turnieren der Fédération Internationale de Volleyball ein Videobeweis eingesetzt, um u. a. zu entscheiden, ob ein Ball im Feld war oder nicht, ob es eine Block- oder Netzberührung gab. Bei den Olympischen Sommerspielen 2016 wurde die sog. Challenge erstmals bei einem olympischen Volleyballturnier eingesetzt. Seit 2024 wird in der Volleyball-Bundesliga der Männer flächendeckend die Challenge eingesetzt, die in der Regel mit Hilfe der Bilder aus dem Livestream funktioniert.
Die Mannschaften haben pro Satz so oft die Möglichkeit, einen Videobeweis anzufordern, bis er zweimal erfolglos bleibt. Um einen Videobeweis zu beantragen, muss die beantragungsberechtigte Person (normalerweise der Trainer) mit den Finger ein „C“ formen. Die Regeln gelten analog für Beachvolleyball.